# Бух (Таунус)
Бух (нем. Buch) — община в Германии, в земле Рейнланд-Пфальц.
Входит в состав района Рейн-Лан. Подчиняется управлению Настеттен. Население составляет 593 человека (на 31 декабря 2010 года). Занимает площадь 4,19 км².